# Avenida Primero de Mayo
La avenida Primero de Mayo o Calle 22, 26 y 55 Sur es una vía que recorre la ciudad de Bogotá de oriente a occidente en su zona sur.

## Nombre
Inaugurado en 1968, recibe el nombre por ser el onomástico del día del trabajo celebrado a nivel mundial. 

## Trazado e importancia
Desde la localidad de San Cristóbal, empieza en la calle 13 sur con carrera 6 este, en el barrio San Cristóbal Sur y empieza a recorrer de oriente a occidente hasta la calle 20 sur donde empieza a tomar curva hacia el suroccidente atravesando las avenidas Carrera Décima, Caracas Sur, Norte-Quito-Sur, avenida 68, girando al occidente por  Avenida Boyacá, Avenida Ciudad de Villavicencio y Avenida Agoberto Mejía, donde termina.
En buen parte de su recorrido, hay locales comerciales y de entretenimiento (bares) y  conecta el centro con el occidente de la ciudad, por lo que cuenta con una variada oferta de transporte.
El Plan de Ordenamiento Territorial formulado por la administración de Claudia López, contempla extender esta vía desde la Avenida Agoberto Mejía, cruzando con las avenidas Ciudad de Cali y El Tintal hasta terminar en la futura Avenida Longitudinal de Occidente, en los sectores de Porvenir y El Corzo, en la localidad de Bosa.
A futuro, parte de esta avenida entre las Avenidas Villavicencio y Autopista Sur, será incorporada a la primera línea del Metro de Bogotá.

## Sitios Importantes en la vía
- Centro Comercial Plaza de las Américas (Kennedy)
- Parque Mundo Aventura (Kennedy)
- Estadio Metropolitano de Techo (Kennedy)
- Hospital de Kennedy (Kennedy (UPZ Timiza)
- La Sede del Servicio Nacional de Aprendizaje SENA (Antonio Nariño)
- Alcaldía Local de San Cristóbal
- Catedral de la Fe Iglesia Universal del Reino de Dios (Antonio Nariño)
- Parque Metropolitano del Sur (San Cristóbal)
- Hospital San Blas (San Cristóbal)
- Parque Estadio Olaya Herrera (Rafael Uribe Uribe)
- Hospital Rafael Uribe Uribe (sede Olaya, para urgencias)
- Parque la Amistad (Kennedy)
- Centro Comercial Mi Centro El Porvenir (Bosa)

## Rutas SITP y otros

### Rutas alimentadoras
- : 8-1 Kennedy Central: Esta ruta procede de  la Estación Banderas, siendo los paraderos 4 y 5 ubicados entre las calles 26 a 38 sur, costado norte.

### Corredor Bogotá-Soacha
Por esta avenida pasa la ruta del corredor de Transporte con Soacha desde la Carrera 11 hasta la Avenida Agoberto Mejía, para diversos barrios de este municipio cundinamarqués así con Sibaté. ubicados al suroccidente, pasando por la Avenida Bosa y la Autopista Sur en Bosa.